# Louis Dorigny
Louis Dorigny, född 1654, död 1742, var en fransk konstnär. Han var son till Michel Dorigny och bror till Nicolas Dorigny.
Dorigny var tidigt elev till Charles Le Brun men reste 1673 till Italien, där han med undantag för ett par resor till Wien och Paris vistades till sin död, huvudsakligen i Venedig och Verona. I Wien utförde han på uppdrag av Eugen av Savojen fresker i dennes vinterpalats. Ett tiotal italienska städer äger i sina kyrkor och palats fresker av Dorigny. Han verkade även som kopparstickare.